# Johann Wolfgang Rößner
Johann Wolfgang Rößner, Rufname Hans Rößner, (* 19. Januar 1841 in Gostenhof bei Nürnberg; † 9. Mai 1911 in Nürnberg) war ein deutscher Bildhauer.

## Leben
Rößner wurde als Sohn eines Schneiders geboren. Seine künstlerische Ausbildung erhielt er an der Nürnberger Kunstgewerbeschule, erhielt am 3. Januar 1868 seine Lizenz zur Herstellung von Holzgalanteriewaren, am 19. April 1869 das Bürgerrecht und arbeitete im Atelier von August Kreling. Ab 1875 war er Professor an der Nürnberger Kunstgewerbeschule und leitete die Klasse für ornamentales Modellieren bis 1910.
Rößner war unter anderem Lehrer von Konrad Taucher und Georg Gröne.

## Werke
- 1876 Modell der Statue der Viktoria der Siegessäule, Nürnberg (Entwurf Friedrich Wanderer, Modell Rößner)[2]
- 1877 Ausführung der Portraitmedaille von Christoph von Seiler (Entwurf Adolf Gnauth)[3]
- 1877 Portraitbüste für das Grabmal des Komponisten Julius Grobe,  Johannisfriedhof (Sockel von Johann Sutter)[4]
- 1881 Modell der Statue auf dem Brunnen mit Konrad Grübel, Nürnberg (Entwurf Friedrich Wanderer, Modell Rößner)[5]
- 1883 Statue des Martin-Luther-Denkmals, Asch[6]
- 1890 Statue des Martin-Behaim-Denkmals, Nürnberg (Entwurf Rößner)[7]
- 1890 / 1896 Modell zweier Marmorvasen im Nürnberger Stadtpark zur Erinnerung an das 1. Deutsche Sängerfest 1861 und zur Erinnerung an die Bayerische Landesausstellung, Nürnberg (Entwurf Friedrich Wanderer, Modell Rößner, Ausführung Johann Schiemer)[8]
- 1899 Denkmal von Lothar von Faber, Stein
- 1899 Plastik „Beweinung Christi“ auf der Grabstätte der Familie Schlippe, Leipzig-Gohlis[9][10]
- 1908 Grabrelief Engel – Schlaf in Ruh, verm. Nürnberg[11]
- 1909 Städtlerbrunnen in Erinnerung an Sebald Städtler, Roth
- Weiter schuf er zahlreiche Porträtbüsten von Nürnberger Persönlichkeiten wie zum Beispiel für Theodor von Cramer-Klett, Lothar von Faber und dessen Frau Baronin Berta von Faber.[12]
- Eine Vielzahl von Grabdenkmälern und  Epitaphien sind am Johannisfriedhof und Rochusfriedhof erhalten.[13]

Die meisten Werke von Rößner sind aus Bronze und wurden von der Kunstgießerei Lenz ausgeführt.

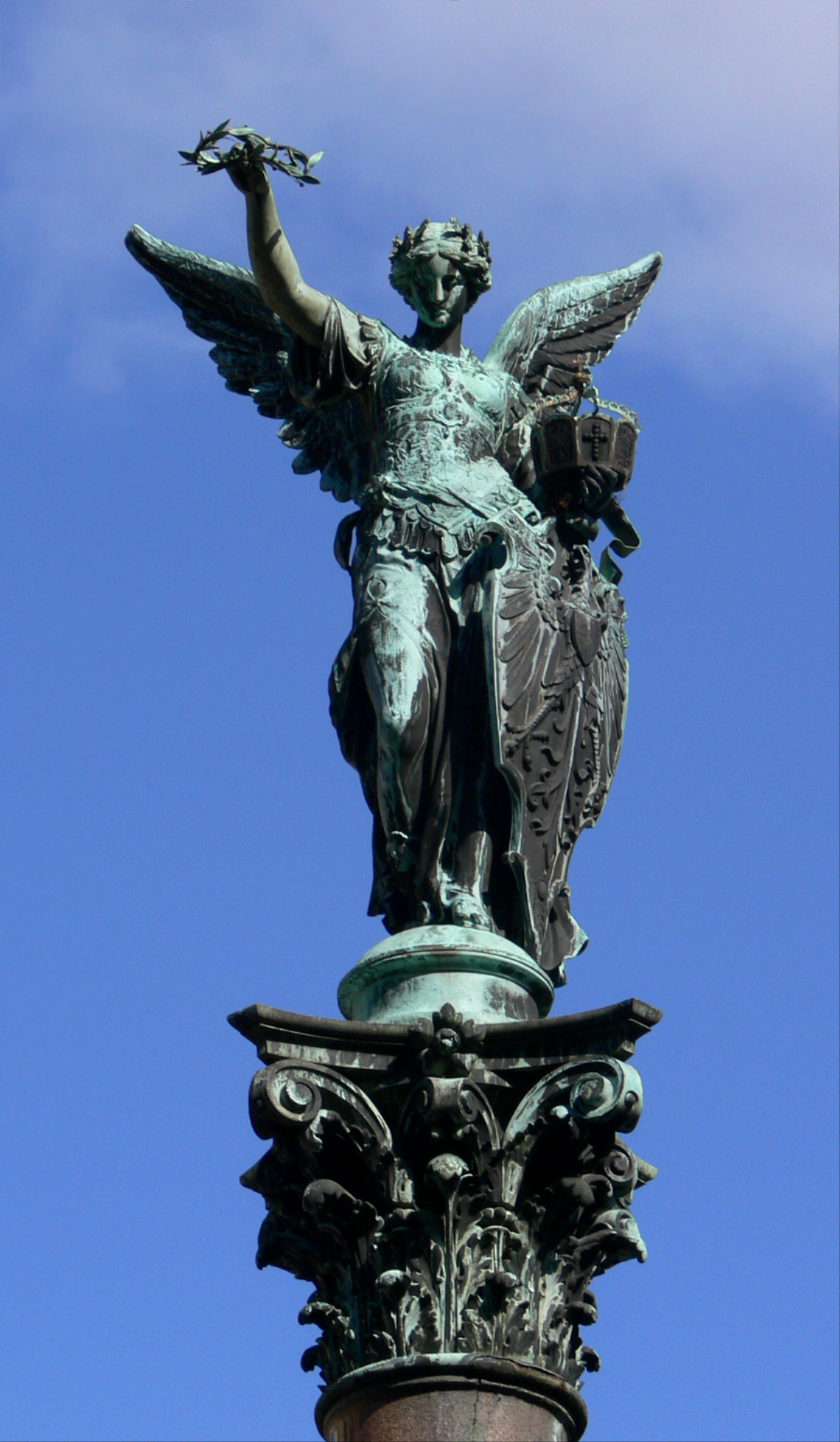
Siegessäule
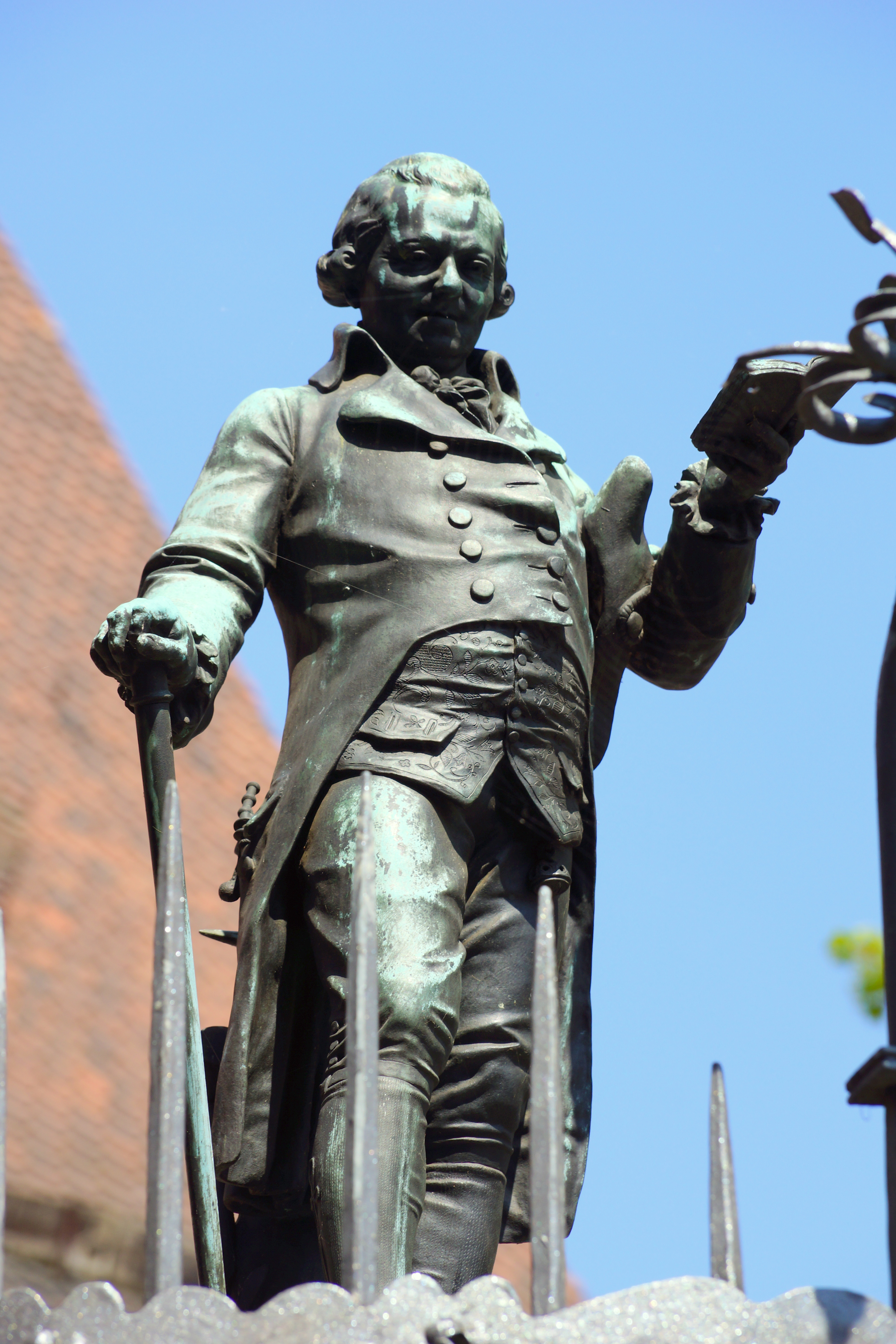
Konrad Grübel
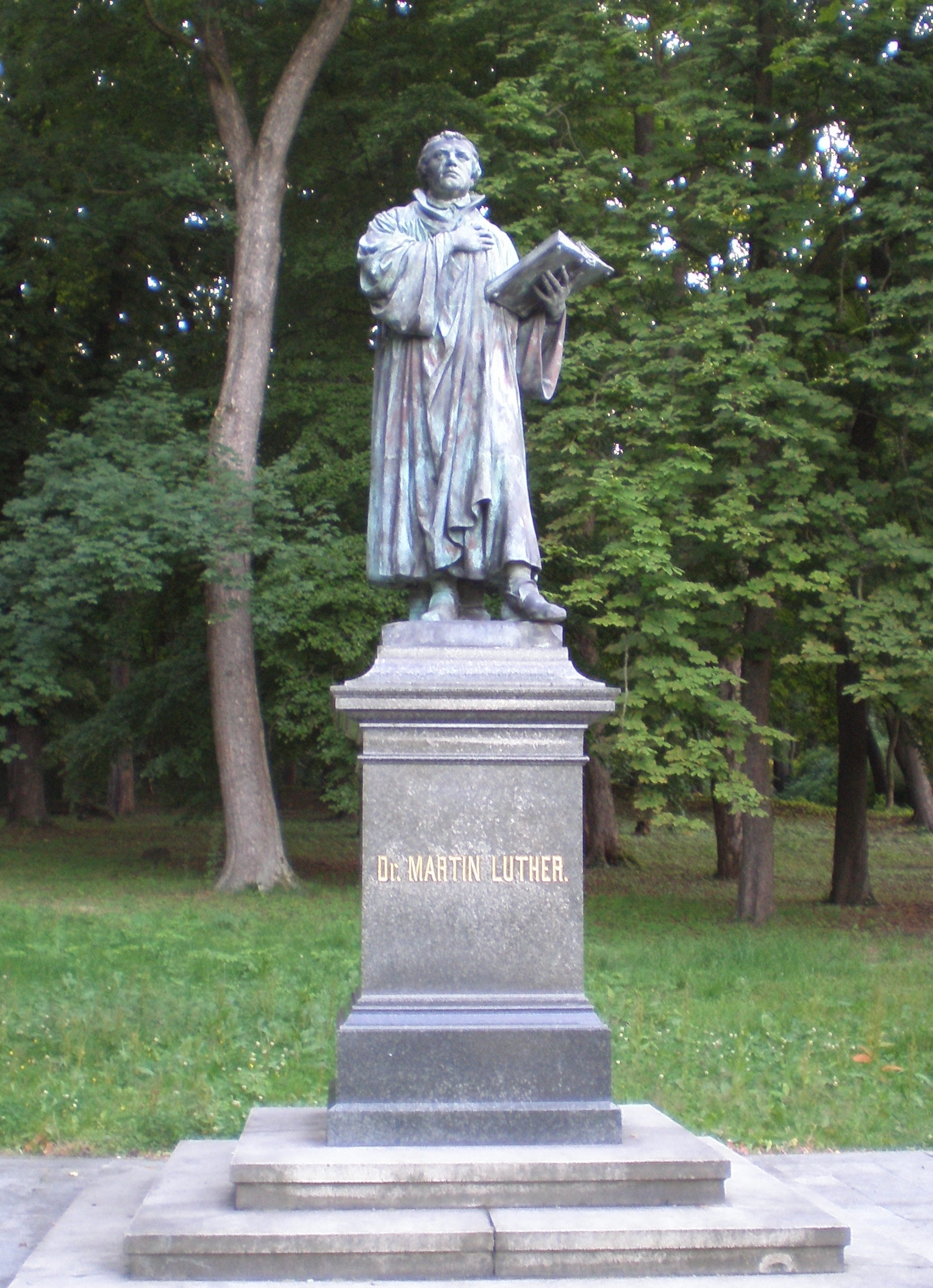
Martin Luther
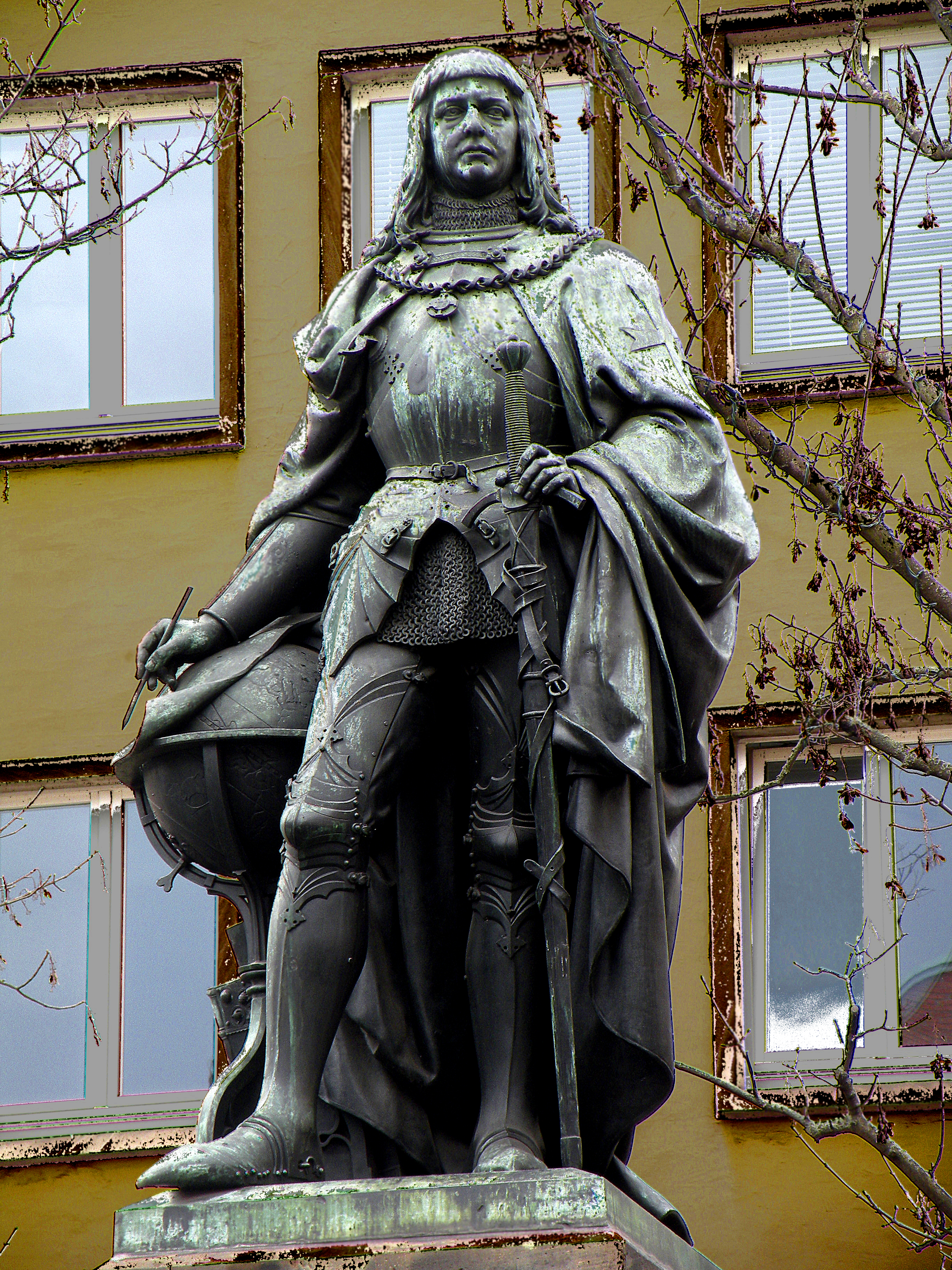
Martin Behaim
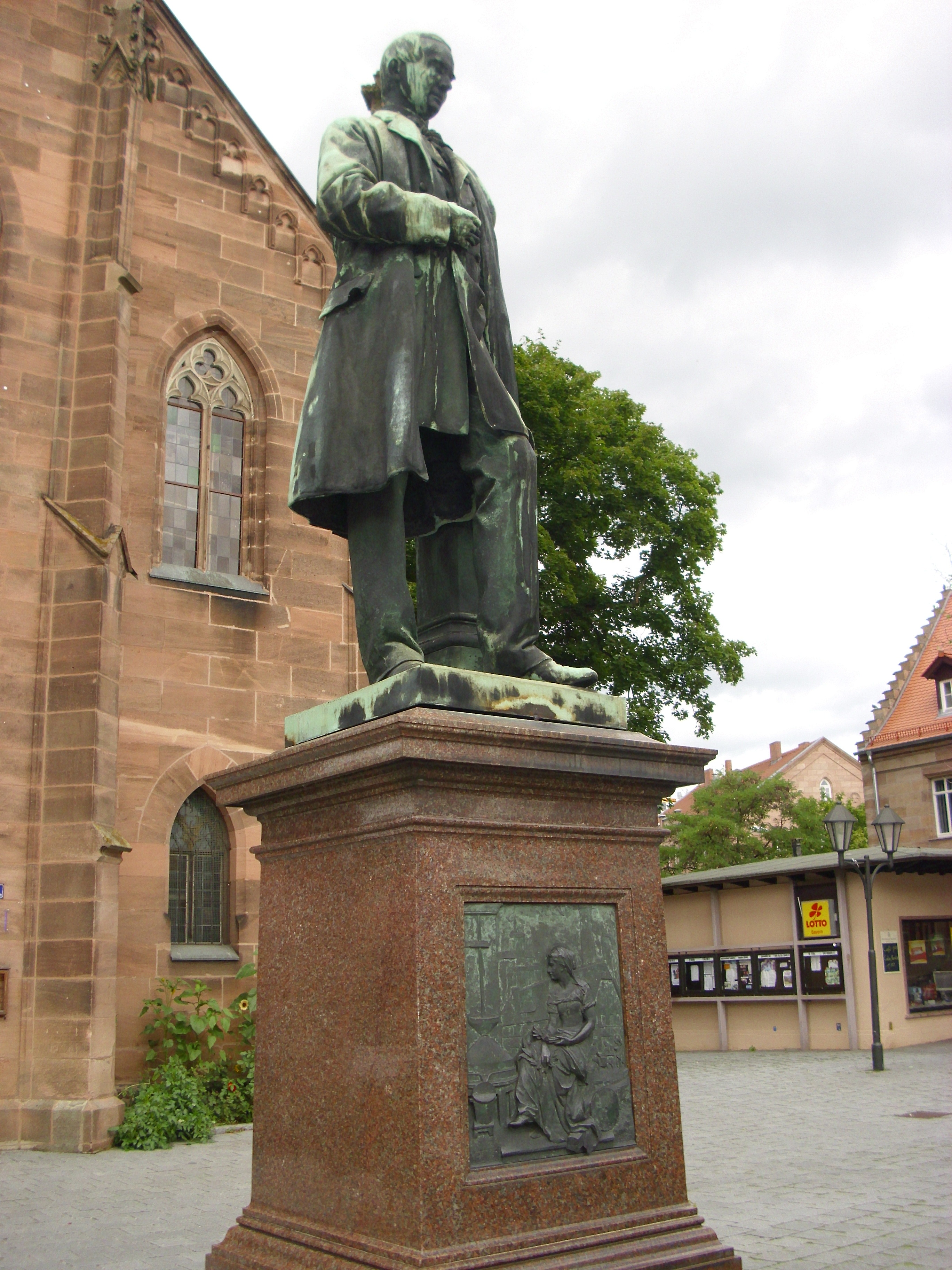
Lothar von Faber
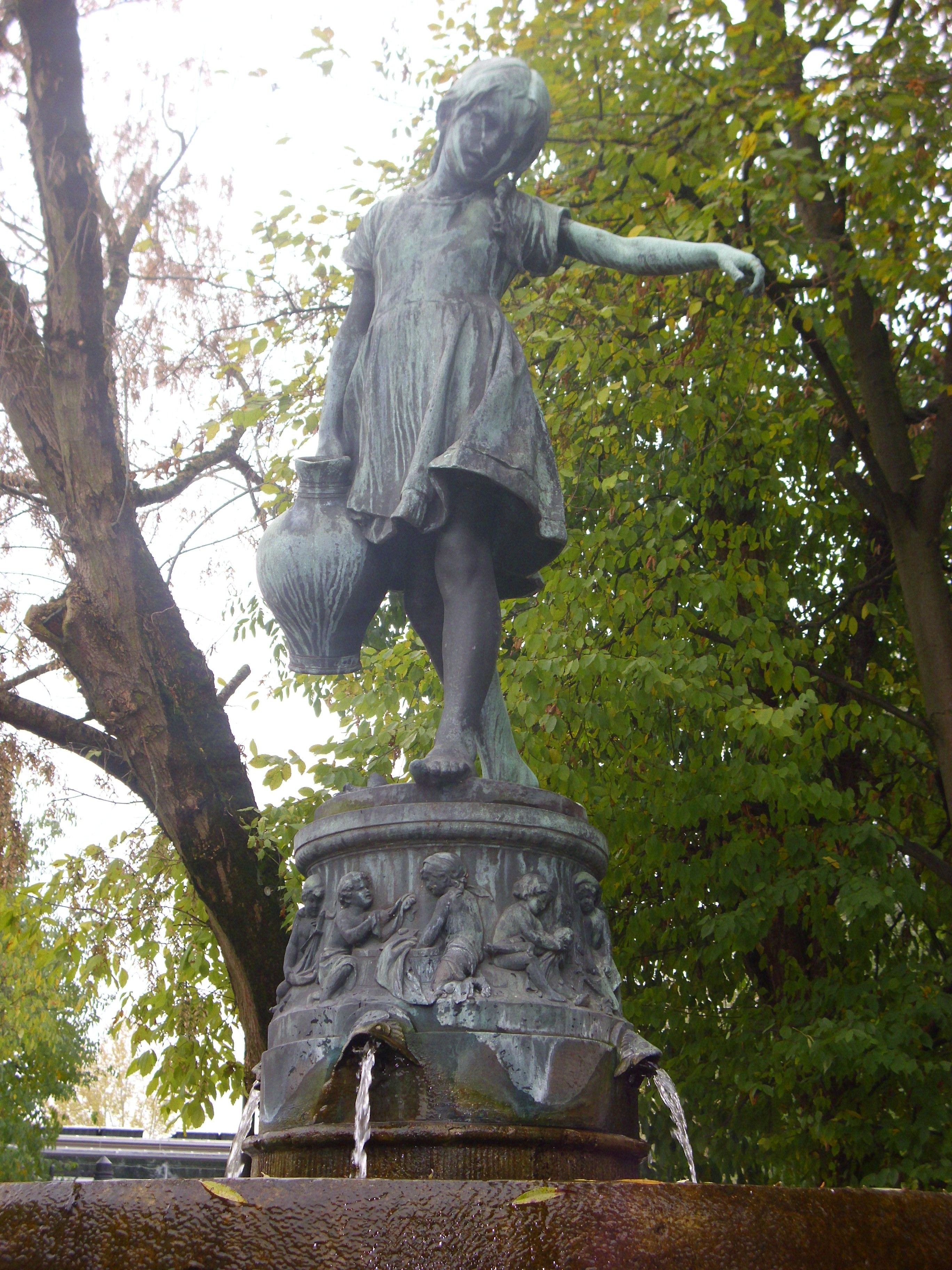
Städtlerbrunnen
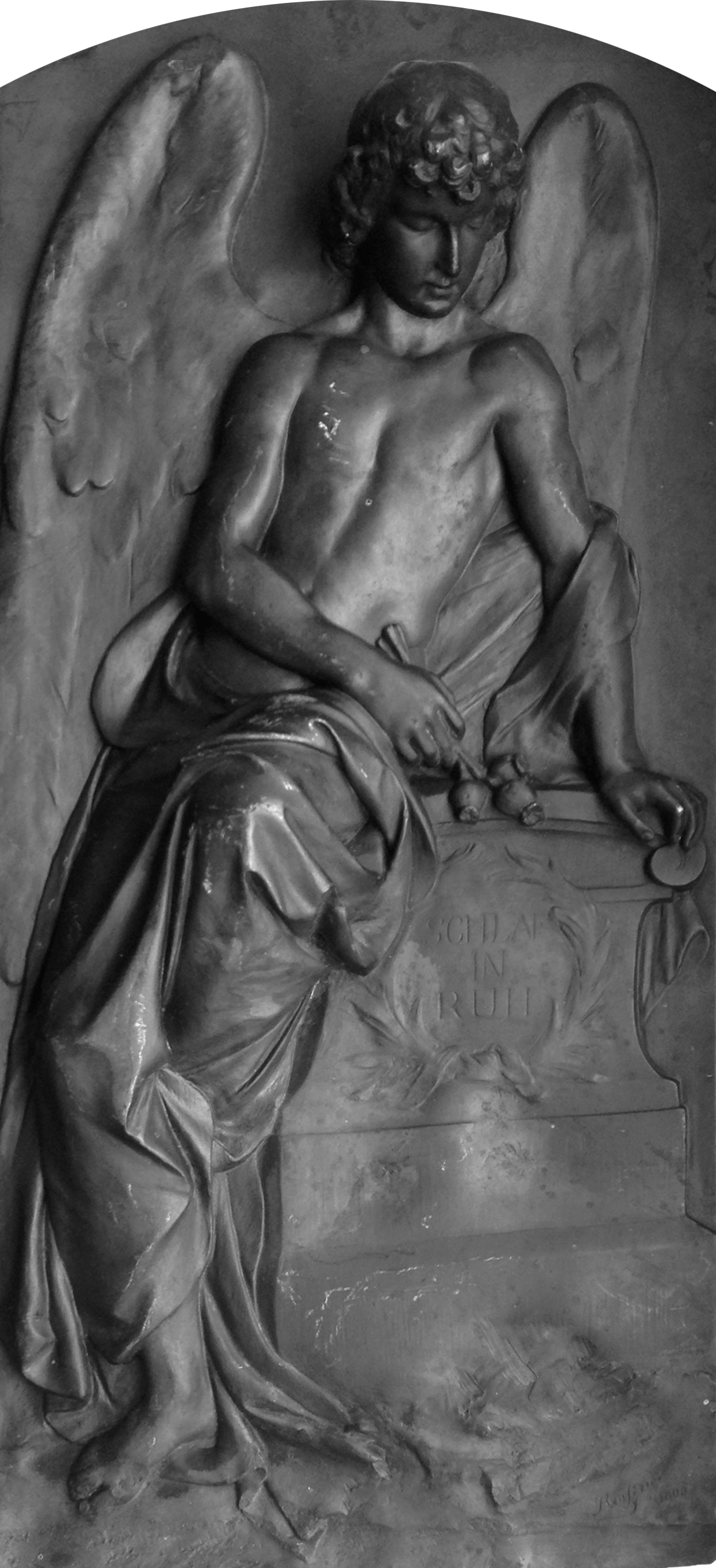
Grabrelief Engel – Schlaf in Ruh